# Helsingin Shakkiklubi
Helsingin Shakkiklubi (szw. Helsingfors Schackklubb), w skrócie HSK – fiński klub szachowy z siedzibą w Helsinkach, trzykrotny mistrz kraju.

## Historia
Klub powstał 9 kwietnia 1886 roku, jego założycielami byli A.E. Arppe, Axel Charpentier, Otto Hjelt, Wilhelm Söderholm, Björn i Lars Wasastjernowie, Werner Wellingk i Johannes Öhqvist. Po utworzeniu w 1976 roku SM-liigi zespół zdobył w pierwszym sezonie jej istnienia wicemistrzostwo kraju, za Gambiitti Helsinki. W kolejnym sezonie ponownie uzyskano tytuł wicemistrzowski, a w sezonie 1978/1979 – trzecie miejsce. W sezonie 1981/1982 HSK zdobył mistrzostwo Finlandii. Skład drużyny stanowili wówczas m.in. Timothy Binham i Ilkka Kanko. W 1987 roku klub spadł z pierwszej ligi, powrócił do niej rok później. W sezonie 1988/1989 zespół zdobył drugi tytuł mistrzowski, a w kolejnym sezonie zajął trzecie miejsce, podobnie w 1994 roku. W 1998 roku HSK zdobył trzecie w swojej historii mistrzostwo kraju. W kadrze zespołu znajdowali się wówczas m.in. Joose Norri, Marko Manninen, Juhani Sorri i Ilkka Kanko. W 1998 roku klub uczestniczył w Pucharze Europy. Zespół kolejno przegrał z SK Rockaden Stockholm, wygrał ze Slough Chess Club i przegrał z CE Genève, zajmując w fazie grupowej (gr. 2) szóste miejsce. W latach 2000–2001 zespół dwa razy z rzędu zajął trzecie miejsce w lidze. W latach 2005–2006 klub dwukrotnie grał w barażach o utrzymanie, wygrywając obie rywalizacje (z Aatosem Helsinki i Salon SK). W sezonie 2007/2008 HSK ukończył rozgrywki SM-liigi na trzecim miejscu. W drugiej dekadzie XXI wieku klub kilkukrotnie spadł z ligi, wracając do niej w kolejnym sezonie. Taka sytuacja miała miejsce w latach 2013, 2016, 2018 i 2019. W sezonie 2022/2023 HSK ponownie spadł z SM-liigi, wracając do niej rok później.